# Гуанін
Гуані́н — одна з п'яти основних азотистих основ, знайдена в складі нуклеїнових кислот ДНК і РНК (решта: аденін, цитозин, тимін і урацил). Гуанін має хімічну формулу C5H5N5O, це похідна пурину. У неконцентрованому розчині біциклічна молекула гуаніну пласка. Формує нуклеозид — гуанозин.
За результатами експедиції космічного корабля NASA на астероїд Бенну, в зразках ґрунту доставленого з астероїду, було виявлено багатий набір мінералів і рідкісних органічних сполук, зокрема 14 із 20 амінокислот, які життя на Землі використовує для побудови білків, а також всі чотири кільцеподібні молекули, що утворюють ДНК, у тому числі: гуанін, аденін, цитозин і тимін.